# Српска православна црква Светих арханђела Михаила и Гаврила у Новом Кнежевцу
Српска православна црква у Новом Кнежевцу посвећена је Светим арханђелима Михаилу и Гаврилу. Припада Епархији банатској Српске православне цркве и има статус споменика културе у категорији културног добра од великог значаја.

## Историјат цркве
Година градње ове цркве није позната. На основу неокласицистичке фасаде, претпоставља се да је изграђена почетком 19. века. Према неким изворима, градња цркве је почела још у 18. веку, на месту на којем је и пре тога постојала црква. Иконостас је направљен 1807. године, а осликао га је Георгије Поповић. Никола Алексић осликао је зидне слике 1848. године. Првобитно су као споменици културе под заштитом били само иконостас и зидне слике, а касније је под заштиту стављен цео храм. Обновљена је 1853. године.

## Изглед цркве
Фасада цркве израђена је у неокласицистичком стилу. Основа цркве је једнобродна, са полукружном олтарском апсидом и правоугаоним певничким просторима. Звоник се уздиже на западном прочељу и степенасто је увучен у односу на забат. Главни улаз наглашен је са два пара масивних стубова, постављених на постаменте. Бочне фасаде су скромније, са удубљеним нишама.